# The Legend of Zhen Huan
The Legend of Mi Yue (2015) Ruyi's Royal Love in the Palace (2018)
The Legend of Zhen Huan (ou Empresses in the Palace lors de sa diffusion à l'étranger) est une série télévisée chinoise adaptée du roman Hougong Zhen Huan Zhuan de Liu Lianzi et diffusée entre le 17 novembre 2011 et le 2 mai 2012. Acclamée par la critique, elle connaît un grand engouement et une diffusion à l'étranger via Netflix, où elle est notamment remontée en 6 épisodes de 90 minutes. Une suite, Ruyi's Royal Love in the Palace, adaptée du roman du même nom, Hou Gong Ru Yi Zhuan, par la même autrice, est diffusée en 2018. L'actrice Vivian Wu y tient le rôle de l'Impératrice Douairière Chongqing, une version plus âgée de Zhen Huan.

## Synopsis
En 1722, la jeune Zhen Huan, issue d'une famille des Huit Bannières mandchoues, est choisie pour devenir l'une des concubines du nouvel empereur de la dynastie Qing, l'empereur Yongzheng. Elle y découvre alors un univers cruel fait de complots et de trahisons, chacune des concubines rivalisant d'intelligence et de machiavélisme pour entrer dans les bonnes grâces de l'Empereur. Entourée de son amie d'enfance, Shen Meizhuang, et d'An Lingrong, Huan se retrouve bien vite obligée d'user à son tour de tout son charme et de toute son intelligence afin de naviguer dans ces multiples intrigues, et surtout, faire face à la grande favorite de l'Empereur, l'impitoyable et cruelle Consort Hua.

## Distribution
Acteurs principaux
- Sun Li : Zhen Huan (甄嬛), Concubine Impériale Wan (莞嫔), devenue Niohuru Zhenhuan (钮钴禄•甄嬛), Noble Consort Xi (熹贵妃)
- Chen Jianbin : Empereur Yongzheng
- Ada Choi : Ula Nara Yixiu (乌拉那拉•宜修 ), Impératrice Xiaojingxian
- Jiang Xin : Nian Shilan (年世兰), Consort Hua (华妃)
- Li Dongxue : Yunli, Prince Guo
- Lan Xi : Shen Meizhuang (沈眉庄), Consort Hui (惠妃)
- Tao Xinran : An Lingrong (安陵容), Consort Li (鹂妃)
- Leanne Liu : Uya Chengbi (乌雅•成壁 ), Impératrice Douairière Xiaogongren
- Lan Yingying : Huanbi (浣碧), plus tard Niohuru Yuyin (钮钴禄•玉隐)
- Zhang Xiaolong : Wen Shichu (温实初)
- Sun Qian : Cui Jinxi (崔槿汐)
- Lee Tian-chu : Su Peisheng (苏培盛)

## Personnages
Personnages principaux
| Interprète   | Personnages                         | Résidence                                                                 | Introduction |
| ------------ | ----------------------------------- | ------------------------------------------------------------------------- | --- |
| Sun Li       | Zhen Huan (甄嬛)                    | Pavillon Suiyu (碎玉軒) Palais Yongshou (永寿宫) Palais Shoukang (壽康宮) | Noble Consort Xi (熹贵妃) Zhen Huan → Première Suivante Wan → Noble Dame Wan → Concubine Impériale Wan → Consort Wan (non officialisé) → Concubine Wan (dégradée) → Mo (nom bouddhiste) → Niohuru Zhenhuan (restaurée) → Consort Xi → Noble Consort Impériale Xi → Impératrice Douairière Fille aînée du Chef Adjoint de la Cour de Revue, Zhen Yuandao, et de son épouse, Yun Xinluo. Une jeune fille sensible et idéaliste, dont le rêve est de pouvoir partager affection et confiance avec son époux. Devenue la concubine favorite de l'empereur grâce à son intelligence et sa beauté, elle s'attire la haine de plusieurs femmes influentes, notamment la très puissante Consort Hua. Après avoir été le jouet de machinations cruelles, et parce qu'elle désire se protéger, ainsi que les gens qui lui sont chers, Huan est forcée d'abandonner ses illusions pour devenir aussi manipulatrice et ambitieuse que ses rivales, lui permettant ainsi de gravir un à un les échelons du harem jusqu'au rang d'impératrice douairière. |
| Chen Jianbin | Aisin Gioro Yinzhen (愛新覺羅•胤禛) | Palais Yangxin (养心殿)                                                   | Empereur Yongzheng (雍正帝) Prince Yong du Premier Rang → Empereur Yongzheng Quatrième fils de l'Empereur Kangxi, parvenu sur le trône après une lutte acharnée pour le pouvoir entre lui et ses frères, et grâce au soutien de ses fidèles, Nian Gengyao et Longkodo, c'est un homme en apparence calme et chargé à la gestion des affaires impériales, mais qui cache une âme bien plus tourmentée. Obsédé par l'idée de ne pouvoir engendrer suffisamment d'enfants, et hanté par le souvenir de son amour passé, feue l'Impératrice Première Chunyan, il est charmé par l'intelligence et la malice de Zhen Huan, en qui il trouve une compagne à sa mesure. Cependant, lâche et paranoïaque, il est bien souvent incapable de rendre justice aux victimes des machinations du harem, et finit par se montrer cruel et despotique avec son entourage. |
| Ada Choi     | Ula Nara Yixiu (乌拉那拉•宜修 )     | Palais Jingren (景仁宫)                                                   | Impératrice Xiaojingxian (孝敬憲皇后) Ce Fujin → Di fujin → Impératrice → Impératrice Xiaojing Demi-sœur de la première épouse du Prince Bao, devenue son épouse légale après la mort de cette dernière. Fille de concubine et mère d'un prince mort prématurément, elle se présente au départ comme une femme vertueuse mais à l'influence précaire, souvent attaquée par la Consort Hua qui n'hésite pas à l'humilier publiquement. Si elle bénéficie toujours de l'attention de l'Empereur, qui lui témoigne bien des égards et s'en remet souvent à son jugement, elle n'est cependant pas aussi dénuée d'ambition qu'elle n'y paraît, et dirige les affaires du harem avec fermeté et rigueur. |
| Jiang Xin    | Nian Shilan (年世兰)                | Palais Yikun (翊坤宫)                                                     | Consort Hua (华妃) Nian Shilan → Consort Hua → Noble Consort Hua → Consort Nian (dégradée) → Consort Hua (restaurée) → Seconde Suivante Nian (dégradée) → Roturière (dégradée) → Noble Consort Dunsu (posthume) Sœur du puissant général Nian Gengyao, elle est la toute puissante favorite de l'Empereur au moment de l'arrivée de Zhen Huan, et la concubine la plus influente après l'Impératrice, qu'elle aide à gérer les affaires du harem. Une femme brutale, n'hésitant pas à écraser ses rivales pour maintenir son influence, mais qui cache secrètement une blessure profonde, celle de ne pas pouvoir tomber enceinte depuis une spectaculaire fausse-couche, quelques années seulement avant le début de la série. |
| Li Dongxue   | Aisin Gioro Yunli (愛新覺羅•允禮)   | NC                                                                        | Prince Guo Prince Guo du Second Rang → Prince Guo Yi du Premier Rang Dix-Septième Prince, fils de l'Empereur Kanxgi et la Consort douairière Shu. L'un des plus jeunes frères de l'Empereur et son favori, il entretient de bonnes relations avec Yongzheng et l'Impératrice douairière, qu'ils visitent tous deux régulièrement. Considéré comme un jeune homme raffiné et talentueux, il excelle aussi bien dans la musique que l'archerie, et se montre un allié dévoué pour Zhen Huan. |
| Lan Xi       | Shen Meizhuang (沈眉庄)             | Palais Xianfu (咸福宫)                                                    | Consort Hui (惠妃) Shen Meizhuang → Noble Dame Shen → Noble Dame Hui → Seconde Suivante Shen (dégradée) → Noble Dame Hui (restaurée) → Concubine Hui → Consort Hui → Noble Consort Hui (posthume) Fille du Gouverneur de la province de Jizhou, Shen Zishan, et une amie d'enfance de Huan, à qui elle se montre extrêmement loyale. Intelligente et vertueuse, elle est la première de l'Empereur après sa sélection en tant que concubine, et constitue pour cela l'une des premières victimes de la colère de la Consort Hua. Un temps déchue à la suite d'un complot de sa part, et surtout désillusionnée face à l'attitude de l'Empereur dont elle espérait malgré tout le soutien, elle s'endurcit face à la rivalité des concubines, mais reste fidèle à Huan jusqu'au bout. |
| Tao Xinran   | An Lingrong (安陵容)                | Palais Yanxi (延禧宫)                                                     | Consort Li (鹂妃) Seconde Suivante An → Première Suivante An → Noble Dame An → Concubine An → Consort Li Fille de An Bihuai, un ancien négociant en parfums devenu Assistant Magistrat du Village de Songyang. Une jeune fille en apparence douce et timide dont Huan et Meizhuang font la rencontre lors de leur sélection en tant que concubines, et qui devient leur amie commune. Son rang modeste et sa discrétion en font une victime idéale pour les concubines plus influentes, nourrissant son manque de confiance en elle et ses propres incertitudes. Décidée alors à prendre son destin en main et à ne plus se laisser impressionnée, elle révèle une personnalité beaucoup plus retorse, n'hésitant pas à manipuler ou empoisonner pour faire son chemin au sein du harem. |

Harem de Yongzheng
| Interprète   | Personnages                     | Résidence                                                                                       | Introduction |
| ------------ | ------------------------------- | ----------------------------------------------------------------------------------------------- | --- |
| Li Yijuan    | Qi Yuebin (齐月宾)              | Pavillon Yanqing (延慶殿)                                                                       | Noble Consort Impériale Duan (端皇贵妃) Consort Duan → Noble Consort Impériale Duan → Noble Consort Impériale Douairière Une ancienne concubine de l'Empereur du temps où il n'était que prince. Maladive et solitaire, elle ne s'immisce pas souvent dans les affaires du harem, en partie pour fuir la haine de la Consort Hua, qui l'accuse d'avoir provoquée sa fausse-couche. Intriguée par Huan, elle devient l'une de ses plus proches alliées et l'aide à gravir les échelons du harem par ses bons conseils et son soutien désintéressé. |
| Yang Fanghan | Feng Ruozhao (冯若昭)           | Palais Xianfu (咸福宫)                                                                          | Noble Consort Jing (敬贵妃) Noble Dame Jing → Consort Jing → Noble Consort Jing → Noble Consort Douairière Jing Une ancienne concubine de l'Empereur, auparavant servante dans son manoir avant d'obtenir les faveurs du prince. Discrète et craintive, elle cherche tout d'abord par tous les moyens à éviter de provoquer la colère de la Consort Hua, avant d'apprendre à se défendre par elle-même. Attentive, elle veille sur Meizhuang qui partage son palais, et sait se montrer un bon soutien pour Huan. L'Empereur apprécie sa personnalité douce et calme. |
| Zhang Yameng | Tang Jingyan (湯靜言)           | Palais Changchun (长春宫)                                                                       | Consort Qi (齐妃) Mère du Troisième Prince, une ancienne concubine de l'Empereur et une alliée de l'Impératrice contre la Consort Hua. Peu intelligente, elle n'est pas très appréciée de l'Empereur qui ne lui accorde qu'une politesse de façade. Sa peur de voir son fils partager son sort la rend facilement manipulable pour les autres concubines. |
| Chen Sisi    | Cao Qinmo (曹琴默)              | Palais Jingyang (景陽宮)                                                                        | Concubine Impériale Xiang (襄嫔) Noble Dame Cao → Concubine Xiang Mère de la Princesse Wenyi et l'une des plus importantes alliées de la Consort Hua. Au départ une jeune femme de rang modeste, elle parvient à se rendre indispensable à celle-ci par son talent pour la ruse et pour les intrigues, qu'elle met en usage contre Zhen Huan. Mais par amour pour sa fille unique, dont elle craint le futur si elle reste une concubine sans perspective, elle trahit finalement la Consort Hua pour se ranger aux côtés de Zhen Huan. |
| Tang Yixin   | Gūwalgiya Wenyuan (瓜尔佳•文鸳) | Palais Chuxiu (储秀宫) Pavillon Suiyu (碎玉軒) Palais Changchun (长春宫) Palais Chuxiu (储秀宫) | Noble Dame Qi (祺贵人) Noble Dame Qi → Concubine Qi → Noble Dame Qi (dégradée) → Roturière Fille du Ministre Gūwalgiya Emin, une jeune fille arrogante et gâtée, entrée au palais comme récompense envers son père qui avait participé à la chute de Nian Gengyao. Ambitieuse, elle cherche à se rapprocher de Zhen Huan pour mieux la contrôler, mais finit par se ranger aux côtés de l'Impératrice, où elle rivalise contre Lingrong. Peu intelligente et très impulsive, elle est facilement manipulable et se cause souvent du tort à elle-même. |
| Tan Songyun  | Fang Chunyi (方淳意)            | Pavillon Suiyu (碎玉軒) Palais Yanxi (延禧宫) Pavillon Suiyu (碎玉軒)                           | Noble Dame Chun (淳贵人) Première Suivante Chun → Noble Dame Chun (posthume) Une jeune fille naïve et gourmande, connue pour son franc-parler. Au départ considérée comme trop jeune pour servir l'Empereur, elle entre vite en faveur grâce à la protection de Zhen Huan et s'impose à ses côtés comme une amie fidèle et désintéressée. Cependant, parce qu'elle est témoin involontaire de la corruption de la Consort Hua, elle est noyée par l'eunuque Zhou Ninghai alors qu'elle allait être promue Noble Dame. |
| Re Yizha     | Ye Lanyi (叶澜依)               | Pavillon Chunxi (春禧殿)                                                                        | Concubine Impériale Ning (宁嫔) Dresseuse de chevaux aux Jardins Yuanmingyuan → Seconde Suivante Ning → Noble Dame Ning → Concubine Ning → Concubine Impériale Douairière Ning (posthume) Une simple dresseuse de chevaux favorisée par l'Empereur contre son gré. Son caractère fière, direct et excentrique ne lui permettent pas de se faire apprécier de l'Impératrice et du reste du harem. Après avoir bu une potion envoyée par la Consort Qi, elle devient stérile, mais ne semble pas s'en préoccuper, n'appréciant pas l'Empereur. D'abord hostile à Zhen Huan, elles finissent par s'entre-aider pour lutter contre un Empereur de plus en plus incontrôlable. |
| Wan Meixi    | Lü Yingfeng (吕盈风)            | Palais Chuxiu (储秀宫)                                                                          | Concubine Impériale Xin (欣嫔) Première Suivante Xin → Noble Dame Xin → Concubine Xin → Concubine Impériale Douairière Xin Une ancienne concubine de l'Empereur, qui reste une constante tout au long du règne sans jamais être spécialement favorisée. Lors de l'entrée de Zhen Huan au palais, elle se remet d'une fausse-couche récente qui lui vaut la rancune de la Consort Hua. Dotée d'une certaine fierté, elle se querelle souvent avec Yu Ying'er lors de sa brève faveur, et est même emprisonnée un temps sur son ordre, pour la plus grande colère de l'Impératrice Douairière. |
| Ying Er      | Xia Dongchun (夏冬春)           | Palais Yanxi (延禧宫)                                                                           | Première Suivante Xia (夏常在) Fille d'un Capitaine de la Garde Impériale, Xia Wei, une jeune fille arrogante et dominatrice, qui se fait remarquer dès la sélection des concubines pour sa méchanceté et son impulsivité. Promue concubine, elle prend plaisir à martyriser Lingrong, qu'elle méprise, mais finit par se faire une ennemie de la Consort Hua, irritée de sa personne, et est rapidement disgraciée. |
| Zhao Qin     | Fucha Yixin (富察•仪欣)         | Palais Yanxi (延禧宫)                                                                           | Noble Dame Fucha (富察貴人) Fille de la puissante famille Fucha, c'est une jeune femme arrogante et fière, ainsi que l'une des concubines se montrant la plus hostile et méprisante vis-à-vis de Lingrong, avec qui elle partage le même palais. Plutôt favorisée par l'Empereur, elle tombe rapidement enceinte et en profite pour tenter de l'éloigner de Huan, alors toujours sans enfant. Mais son comportement puéril et capricieux finit par la rendre imbuvable aux autres concubines, à l'exception de la Consort Qi, qui continue de la soutenir. Ayant fait une fausse-couche, elle conçoit une haine profonde envers Huan qu'elle en profite pour humilier et maltraiter le temps de sa brève défaveur. Elle semble aussi facilement intimidable et avoir peur des fantômes et des esprits vengeurs. |
| Li Jiaxuan   | Li Bin (麗嬪)                   | Palais Qixiang (太極殿)                                                                         | Concubine Impériale Li (麗嬪) Une alliée de la Consort Hua à qui elle doit sa promotion au rang de concubine, elle fait partie de son cercle avec la Noble Dame Cao. Vaniteuse et autoritaire, elle n'apprécie pas Zhen Huan et ne dédaigne pas de lui nuire pour les intérêts seuls de la Consort Hua. Initiatrice de sa tentative d'empoisonnement, elle est cependant victime du stratagème des fausses apparitions du fantôme de Yu Ying'er et, rongée par les remords et sa peur panique des esprits, sombre dans la folie. Interrogée par l'Impératrice, elle est finalement déchue et envoyée au Palais Froid sur ordre de l'Impératrice Douairière. |
| Mao Xiaotong | Caiping (采萍)                  | Palais Changchun (长春宫)                                                                       | Noble Dame Ying (瑛贵人) Servante au Guojun Wangfu → Seconde Suivante Ying → Première Suivante Ying → Noble Dame Ying Servante à la résidence du Prince Guo, elle est choisie par Huanbi pour servir les intérêts de Yunli alors que l'Empereur semble de plus en plus instable. D'abord ouvertement favorisée, elle grimpe rapidement les échelons du harem, mais finit par devenir l'objet d'un amour à sens unique de la part du Troisième Prince. Alors qu'elle tente vainement de repousser ses avances, celui-ci devient de plus en plus insistant, jusqu'au jour où l'une de ses lettres d'amour tombe entre les mains de l'Empereur. Souhaitant avant tout sauvé l'image du clan impérial, celui-ci condamne Caiping au suicide par pendaison. |
| Cui Manli    | Yu Ying'er (余莺儿)             | Palais Zhongcui (鍾粹宮)                                                                        | Seconde Suivante Yu (余答應) Servante au Yimeiyuan → Servante Distinguée → Seconde Suivante Yu → Dame Miaoyin → Seconde Suivante Yu → Servante Distinguée Une jeune servante préposée aux Jardins Yimeiyuan. Après avoir été témoin de la rencontre informelle entre l'Empereur et Zhen Huan dans la nuit du Nouvel An, elle profite de la confusion pour se faire passer pour la mystérieuse jeune fille et intègre ainsi le harem. Dotée d'un don certain pour l'opéra Kunqu, elle est ouvertement favorisée par l'Empereur, au mépris des autres concubines qu'elle n'hésite pas à humilier, forte du soutien de la Consort Hua qui souhaite l'utiliser contre Meizhuang. Après avoir subi une première disgrâce pour s'en être prise à Huan en présence de l'Empereur, elle tente de la faire empoisonner mais est finalement démasquée et condamnée au suicide. Parce qu'elle refuse de mettre fin à ses jours, elle est étranglée avec une corde par les eunuques dont elle s'était faite des ennemis. |
| Liu Yitong   | Qiao Songzhi (乔颂芝)           | Palais Yikun (翊坤宫)                                                                           | Seconde Suivante Zhi (芝答应) Servante de la Consort Hua → Seconde Suivante Zhi → Servante de la Seconde Suivante Nian Servante personnelle de la Consort Hua depuis son plus jeune âge, elle est entièrement dévouée à la cause des Nian. Lorsque le général Gengyao commence à perdre de son influence auprès de l'Empereur, la Consort Hua l'aide à entrer dans le lit impérial, faisant d'elle une nouvelle concubine dans l'espoir qu'elle puisse plaider leur cause. Après la déchéance des Nian, elle reste fidèle à son ancienne maîtresse jusqu'à la fin. |
| He Yanan     | Dame Kang                       | Palais Yanxi (延禧宫)                                                                           | Première Suivante Kang (康常在) Concubine soutenant la Noble Dame Qi lorsqu'elle accuse Huan d'infidélité et demande un test sanguin sur Hongyan, le Sixième Prince. Pour ses accusations calomnieuses, elle est privée de sa pension pendant six mois. |
| Guo Xuan     | Dame Zhen                       | Palais Yanxi (延禧宫)                                                                           | Concubine Impériale Zhen (贞嫔) Concubine soutenant la Noble Dame Qi lorsqu'elle accuse Huan d'infidélité et demande un test sanguin sur Hongyan, le Sixième Prince. Pour ses accusations calomnieuses, elle est privée de sa pension pendant six mois. |
| NC           | Ula Nara Chun (烏拉那拉·柔则)   | Palais Yanxi (延禧宫)                                                                           | Impératrice Première Chunyuan (純元皇后) La défunte épouse de l'Empereur du temps où il n'était que prince, et la demi-sœur de l'Impératrice actuelle. Considérée comme vertueuse et dotée de toutes les qualités, elle était le grand amour du futur Yongzheng et c'est grâce à sa ressemblance tant physique que de caractère que Huan devient favorite. Elle est morte en couches en donnant naissance à un petit garçon mort-né, le Second Prince. |
| NC           | Noble Dame Fang                 | Pavillon Suiyu (碎玉軒)                                                                         | Ancienne résidente du Pavillon de Huan, elle a été déchue peu avant son arrivée et confinée au Palais Froid après avoir accusée la Consort Hua d'être responsable de sa fausse-couche. |

Famille impériale
| Interprète     | Personnages                                     | Résidence                                                                | Introduction |
| -------------- | ----------------------------------------------- | ------------------------------------------------------------------------ | --- |
| Leanne Liu     | Uya Chengbi (乌雅•成壁 )                        | Palais Shoukang (壽康宮)                                                 | Impératrice Douairière Xiaogongren Impératrice Douairière Renshou → Impératrice Douairière Xiaogongren (posthume) Mère de l'Empereur Yongzheng, anciennement connue sous le titre de Consort De de l'Empereur Kangxi. Elle est également la tante de l'actuelle Impératrice. Discrète parmi les concubines, elle vit retirée dans son Palais Shoukang et ne fait que de brèves apparitions au sein du harem en raison de sa santé. Elle n'en est pas moins très bien informée sur les soucis que traversent parfois les femmes impériales et sait se montrer ferme lorsque les circonstances l'exigent. Elle est aussi une conseillère avisée pour son fils avec qui elle entretient des relations cordiales. |
| Liu Yan        | Chunyu Qinfei (純裕勤太妃)                      | An Qi Guan                                                               | Consort Douairière Shu (舒太妃) Mère de Yunli, le Prince Guo, elle s'est retirée au monastère à la mort de l'Empereur Kangxi. Considérée en son temps comme la favorite, elle est réputée avoir été victime de la jalousie de ses rivales. |
| Lan Yingying   | Huanbi (浣碧) Niohuru Yuyin (钮钴禄•玉隐)       | Pavillon Suiyu (碎玉軒) Palais Yongshou (永寿宫) Résidence du Prince Guo | Première Consort du Prince Guo Servante personnelle de Zhen Huan → Ce Fujin → Di Fujin (posthume) Demi-sœur de Huan, mais née d'une femme que leur père ne pouvait reconnaître comme sa concubine. Ayant grandi en tant que servante personnelle de Huan, elle continue de la servir une fois celle-ci devenue concubine. Plutôt ambitieuse, mais fermement loyale envers sa maîtresse, elle tombe amoureuse de Yunli, le Prince Guo, qu'elle finit par épouser une fois promue au rang de Niohuru avec Huan. |
| Yang Qi        | Meng Jingxian (孟静娴)                          | Résidence du Prince Guo                                                  | Seconde Consort du Prince Guo Épouse secondaire de Yunli, mariée le même jour que Huanbi, elle inquiète celle-ci en étant plus favorisée qu'elle, et surtout en tombant enceinte. Lors d'un banquet, elle est la victime collatérale d'un empoisonnement et meurt peu de temps après son accouchement. |
| Tian Xiping    | Aisin Gioro Yun'e (允䄉)                        | NC                                                                       | Prince Dun du Second Rang Dixième fils de l'Empereur Kangxi par la Noble Consort Wenxi, il est connu pour son caractère emporté et se montre parfois difficile envers l'Empereur. |
| Tian Pujun     | Dame Borjigit (博爾濟吉特)                      | NC                                                                       | Première Consort du Prince Dun Épouse du Prince Dun, elle sait se montrer honnête et vertueuse pour contenir les emportements de son mari. Elle devient proche de Huan dont elle cherche un temps le soutien. |
| Wang Min       | Aisin Gioro Yunqi (允祺)                        | NC                                                                       | Prince Heng du Premier Rang Cinquième fils de l'Empereur Kangxi par la Consort Yi, entré lui aussi en conflit avec l'Empereur au moment de la succession de leur père. |
| Kang Fuzhen    | Aisin Gioro Yunxi (允禧)                        | NC                                                                       | Prince Shen du Second Rang Vingt-et-unième fils de l'Empereur Kangxi par la Concubine Xi et l'un des plus jeunes frères de l'Empereur. Il épouse Yurao, sœur cadette de Zhen Huan. |
| Xu Lu          | Zhen Yurao (甄玉娆) Niohuru Yurao (钮钴禄•玉娆) | NC                                                                       | Première Consort du Prince Shen Sœur cadette de Zhen Huan, elle finit par épouser Yunxi, l'un des plus jeunes frères de l'Empereur et soutient énergiquement sa sœur. |
| Wu Lipeng      | Aisin Gioro Hongshi (愛新覺羅·弘時)             | NC                                                                       | Troisième Prince Fils de l'Empereur par la Consort Xi et l'aîné de ses enfants survivants. Peu apprécié de son père, il est souvent moqué par les autres concubines qui remarquent le peu d'intérêt que reçoivent mère et fils. Il est cependant longtemps considéré comme l'héritier présomptif, étant le plus âgé des princes, et après la semi-disgrâce de sa mère, reçoit le soutien de l'Impératrice qui le prend comme fils adoptif. |
| Wang Wenjie    | Aisin Gioro Hongli (愛新覺羅·弘曆)              | Palais d'Été Yuanming (圆明园) Pavillon Yangxin (养心殿)                 | Quatrième Prince, plus tard Prince Bao du Premier Rang Aisin Gioro Hongli → Prince Bao du Premier Rang → Empereur Qianlong Fils de l'Empereur par une servante inconnue. En raison de sa naissance obscure, il est élevé loin de son père qui ne lui accorde que peu d'intérêt, mais parvient à se faire apprécier de Zhen Huan lors de leur première rencontre au Palais d'Été Yuanming. Après être devenu la cible d'une tentative d'empoisonnement, il est placé sous sa protection et devient son fils adoptif. |
| Yuan Yi        | Dame Fuca (富察氏)                              | NC                                                                       | Première Consort du Prince Bao Épouse de Hongli, choisie par Zhen Huan en raison du prestige de sa famille. |
| Zhang Yan      | Ula Nara Qingying (乌拉那拉•青樱)               | NC                                                                       | Seconde Consort du Prince Bao Seconde épouse de Hongli, nièce de l'Impératrice. |
| Duan Shaonan   | Aisin Gioro Hongyan (愛新覺羅·弘曕)             | Palais Yongshou (永寿宫)                                                 | Sixième Prince Fils de Zhen Huan et frère jumeau de Lingxi, il est en réalité le fils biologique de Yunli, le Prince Guo. Après la montée sur le trône de son frère adoptif Hongli, Huan le fait nommer Prince Guo, en mémoire de son père qu'il ne pouvait reconnaître de son vivant. |
| Yao Wan'er     | Aisin Gioro Wenyi (温宜公主)                    | Palais Jingyang (景陽宮) Pavillon Yanqing (延慶殿)                       | Princesse Impériale Fille de Cao Qinmo, future Concubine Xiang, elle est régulièrement utilisée par la Consort Hua depuis son plus jeune âge pour attendrir l'Empereur, jusqu'au jour où celle-ci n'hésite pas à l'empoisonner pour en accuser Huan. Horrifiée, et craignant pour la vie de son enfant, la Noble Dame Cao choisit alors de trahir la Consort Hua pour son propre salut. Après la mort de sa mère, Wenyi est confiée à la Consort Duan, qui l'élève avec amour. |
| Yang Xinyi     | Aisin Gioro Longyue (胧月公主)                  | Palais Xianfu (咸福宫)                                                   | Princesse Impériale Fille aînée de Zhen Huan, née de l'Empereur. Après sa naissance, et parce que sa mère a décidé de se retirer du monde au Temple Ganlu, elle est élevée par la Consort Jing, qui reste à ses yeux sa véritable mère. Très intelligente malgré son jeune âge, elle apprend progressivement à se familiariser avec Huan, mais ne retourne pas vivre avec elle. Elle est l'enfant favorite de l'Empereur. |
| Ding Xiaomei   | Aisin Gioro Lingxi (灵犀公主)                   | Palais Yongshou (永寿宫)                                                 | Princesse Impériale Fille cadette de Zhen Huan et sœur jumelle de Hongyan, elle est en réalité la fille biologique de Yunli, le Prince Guo. |
| Zhang Zhixiang | Aisin Gioro Jinghe (静和公主)                   | Palais Yongshou (永寿宫)                                                 | Princesse impériale Fille de Meizhuang, elle est la fille biologique de Wen Shichu. Après la mort de sa mère lors de sa naissance, elle est élevée par Huan avec les jumeaux Hongyan et Lingxi. |
| Duan Shaonan   | Yuanche (元澈)                                  | Résidence du Prince Guo                                                  | Fils de Yunli, le Prince Guo, et de sa Seconde Consort Meng Jingxian. |

### Dignitaires impériaux
| Interprète   | Personnages             | Résidence          | Introduction |
| ------------ | ----------------------- | ------------------ | --- |
| Shen Baoping | Zhen Yundao (甄遠道)    | Résidence des Zhen | Père de Zhen Huan, Huanbi et Zhen Yurao. Faisant partie de la faction hostile au général Nian Gengyao, il est chargé par l'Empereur d'enquêter sur ses méfaits aux côtés de Gūwalgiya Emin. Après la chute des Nian, il est un temps favorisé, avant de subir une disgrâce par la faute de son ancien allié, et est exilé à Ningguta. Tombé gravement malade, Huan plaide en sa faveur pour obtenir son retour. Il finit ses vieux jours éloigné de la cour.                                                                     |
| Zhang Yi     | Longkodo (隆科多)       | NC                 | Ancien dignitaire du règne de l'Empereur Kangxi, il est également le frère cadet de la défunte Impératrice Troisième Xiaoyiren. Proche de l'Impératrice Douairière, il est un fidèle de l'Empereur et, avec Nian Gengyao, celui qui l'a aidé lors de la lutte pour le trône. |
| Ma Weifu     | Gūwalgiya Emin (小允子) | NC                 | Père de Gūwalgiya Wenyuan, il prend part aux côtés de Zhen Yundao à la chute de Nian Gengyao. Mais plus tard, par fourberie, il provoque la chute des Zhen et est responsable de leur exil à Ningguta. |
| Sun Ning     | Nian Gengyao (年羹尧)   | NC                 | Frère aîné de la Consort Hua, c'est un homme arrogant qui tire profit de ses mérites sur le champ de bataille pour consolider son influence sur le pays tout entier. Après s'être montré de plus en plus pressant auprès de l'Empereur et alors qu'il administre ses fonctions avec violence, il est convaincu de corruption et de collusion avec les frères rebelles de Yongzheng. Tour à tour destitué d'une charge, il est finalement condamné au suicide, sa mort signant la disgrâce complète de sœur cadette, Nian Shilan. |
| Wang Biao    | Zhang Tingyu            | NC                 | Un fidèle courtisan de l'Empereur. Lorsque Huan devient la mère adoptive du Quatrième Prince, il craint qu'elle n'en profite pour devenir plus influente et essaie de convaincre l'Empereur de la faire exécuter après sa mort selon l'exemple de l'Empereur Wudi des Han avec sa concubine, Consort Zhao. |

### Eunuques
| Interprète    | Personnages             | Résidence                                                                                        | Introduction |
| ------------- | ----------------------- | ------------------------------------------------------------------------------------------------ | --- |
| Lee Tian-chu  | Su Peisheng (苏培盛)    | Palais Yangxin (养心殿)                                                                          | Eunuque en chef de l'Empereur Yongzheng L'eunuque personnel de l'Empereur auprès duquel il est presque constamment présent. Sage et mesuré, il est le pendant masculin de Jinxi, avec qui il partage une tendresse de longue date et apprécie beaucoup Huan. Accusé d'entretenir une relation illicite avec Jinxi, il est finalement autorisé par décret impérial à l'épouser.                                                                                         |
| Luo Kang      | Xiao Yunzi (小允子)     | Pavillon Suiyu (碎玉軒) Palais Xianfu (咸福宫) Palais Yongshou (永寿宫) Palais Shoukang (壽康宮) | Eunuque en chef du Pavillon Suiyu Eunuque personnel de Zhen Huan, à laquelle il est entièrement dévoué. Prudent et honnête, il fait partie du petit noyau du Pavillon Suiyu à suivre et aider Huan en toutes circonstances, y compris lorsqu'il s'agit de se grimer pour monter des stratagèmes de fantômes. Lors du départ de Huan pour le Temple Ganlu, il est momentanément affecté au service de Meizhuang, mais réintègre l'entourage de Huan au Palais Yongshou. |
| Liu Yang      | Jiang Fuhai (江福海)    | Palais Jingren (景仁宫)                                                                          | Eunuque en chef du Palais Jingren Eunuque personnel de l'Impératrice à laquelle il se montre dévoué. Il sert ses intérêts sans montrer de réelles émotions. |
| Du Xiang      | Huang Quiquan (黄规全)  | NC                                                                                               | Directeur du Bureau des Affaires Internes Eunuque proche de la Consort Hua, il est chargé de pourvoir les concubines du harem en nourriture et mobilier ainsi que de distribuer les pensions. Rusé et malhonnête, il n'hésite pas à témoigner son mépris aux concubines en disgrâce en leur fournissant des objets ou de la nourriture de piètre qualité. Après avoir humilié Huan, il est renvoyé.                                                                    |
| Wang Yiming   | Zhou Ninghai (周宁海)   | Palais Yikun (翊坤宫)                                                                            | Eunuque en chef du Palais Yikun Eunuque personnel de la Consort Hua, pour laquelle il effectue de nombreuses tâches ingrates, notamment la tentative d'assassinat contre Meizhuang qu'il poussa à l'eau, ou la noyade de la Première Suivante Chun. Il est affecté d'une claudication qui le rend facilement distinguable. |
| Zhang Zhiwei  | Jiang Zhongmin (江忠敏) | NC                                                                                               | Directeur du Bureau des Affaires Internes Eunuque, remplaçant de Huang Quiquan. Sans le savoir, il distribue à Huan les mauvais vêtements officiels pour sa cérémonie d'élévation au rang de consort et est exécuté par l'Empereur, furieux. |
| Quan Baojun   | Eunuque Gou (苟總管)    | NC                                                                                               | Directeur du Bureau des Affaires Internes Eunuque, remplaçant de Jiang Zhongmin. Il est nommé au moment de la disgrâce de Huan et se montre méprisant envers le personnel du Pavillon Suiyu. |
| Zhang Zhiwei  | Liang Duorui (梁多瑞)   | NC                                                                                               | Directeur du Bureau des Affaires Internes Eunuque, remplaçant de l'Eunuque Guo. Il est nommé par Huan lors de son retour au palais. |
| Zhao Hailong  | Kang Luhai              | Pavillon Suiyu (碎玉軒) Palais Qixiang (太極殿)                                                  | Première eunuque de Huan lors de son entrée au Pavillon Suiyu, il s'en détourne lorsqu'elle lui paraît trop malade pour attirer l'attention de l'Empereur et se fait affecter au service de la Concubine Li Lorsque Huan devient la nouvelle favorite, il tente mais en vain de se faire réadmettre à son service. |
| Xu Lei        | Eunuque Gui (小貴子)    | NC                                                                                               | Il informe Huan de l'emprisonnement de son père malgré son isolement dû à sa disgrâce. |
| Wang Xiaoming | Suxi (肅 喜)            | Palais Yikun (翊坤宫)                                                                            | Eunuque personnel de la Consort Hua lorsqu'elle est disgraciée au rang de Seconde Suivante Nian. Il remplace Zhou Ninghai et met le feu au Pavillon Suiyu sur ordre de la Consort Hua. |
| Guo Zihao     | Eunuque Yin (小印子)    | Pavillon Suiyu (碎玉軒) Palais Qixiang (太極殿)                                                  | Subordonné de Kang Luhai, il déserte le Pavillon Suiyu avec lui, convaincu que Huan n'est qu'un poids mort pour son avancement. Plus tard il participe à sa tentative d'empoisonnement sur ordre de la Concubine Li. Il est exécuté après cet incident. |
| Li Lubing     | Eunuque Xia (小厦子)    | Palais Yangxin (养心殿)                                                                          | Eunuque, subordonné de Su Peisheng. Il entre en conflit avec la Seconde Suivante Yu, qui tente de l'intimider et de l'humilier. En réponse, il fait partie des eunuques chargés de l'étrangler sur ordre de l'Empereur. |

Servantes
| Interprète    | Personnages        | Résidence                                                                 | Introduction |
| ------------- | ------------------ | ------------------------------------------------------------------------- | --- |
| Sun Qian      | Cui Jinxi (崔槿汐) | Pavillon Suiyu (碎玉軒) Palais Yongshou (永寿宫) Palais Shoukang (壽康宮) | Servante en chef du Pavillon Suiyu Servante de Zhen Huan dès son arrivée au palais, une femme loyale, généreuse et tempérée qui sait faire preuve de prudence et de bons conseils en toutes circonstances. Par le passé, elle a également servie l'Impératrice Première Chenyuan et témoigne de la certaine ressemblance existant entre elle et Huan. Elle épouse Su Peisheng par décret impérial, mais reste aux côtés de sa maîtresse jusqu'au bout. |
| Zhan Jingyi   | Liuzhu (流朱)      | Pavillon Suiyu (碎玉軒)                                                   | Servante personnelle de Zhen Huan L'une des servantes de Huan l'ayant suivie depuis sa demeure familiale, elle a grandi aux côtés de Huanbi, de qui elle est très proche. Gentille et terre-à-terre, elle est bien moins ambitieuse que Huanbi. |
| Zhai Beibei   | Pei'er (佩儿)      | Pavillon Suiyu (碎玉軒) Palais Chuxiu (储秀宫)                            | Servante personnelle de Zhen Huan, elle est affectée après son départ au Temple Ganlu au service de la Noble Dame Xin, mais y subit la méchanceté de la Concubine Qi. |
| Hu Xinhui     | Baoque (宝鹊)      | Palais Yanxi (延禧宫)                                                     | Servante personnelle de An Lingrong, elle la sert avec dévotion. Envoyée par Lingrong pour annoncer l'accusation portée contre Huan et le Docteur Wen, elle conduit indirectement à l'accouchement prématuré de Meizhuang, cause de son décès. À cause de cette faute, elle est mise à mort par l'Empereur. |
| Yang Kaichun  | Jianqiu (剪秋)     | Palais Jingren (景仁宫)                                                   | Servante personnelle de l'Impératrice, pour laquelle elle exécute toutes les basses besognes, y compris l'intimidation ou la manipulation de certaines concubines pour servir ses intérêts propres. |
| Li Yingya     | Huichun (绘春)     | Palais Jingren (景仁宫)                                                   | Servante de l'Impératrice, elle reconnaît avoir trafiquée la bassine d'eau destinée à faire le test du sang lorsque Huan est accusée d'infidélité. Est emprisonnée à la suite de cet aveu. |
| Liang Yixin   | Baojuan (宝鹃)     | Palais Yanxi (延禧宫)                                                     | Servante de An Lingrong, elle la trahit et provoque sa déchéance. Condamnée à mort par l'Empereur. |
| Li Mengyang   | Juqing (菊青)      | Pavillon Suiyu (碎玉軒) Palais Yanxi (延禧宫)                             | Servante de Zhen Huan, qui l'affecte ensuite au service de Lingrong lorsqu'elle comprend que celle-ci est mal entourée. Subit parfois la colère de Lingrong lorsque celle-ci pense que Huan l'utilise comme espionne. |
| He Mengting   | Huasui (花穗)      | Palais Zhongcui (鍾粹宮) Pavillon Suiyu (碎玉軒)                          | Servante de la Seconde Suivante Yu, elle est affectée au service de Huan après sa disgrâce. En échange d'une promesse d'argent, elle accepte d'empoisonner Huan pour le compte de Yu, mais finit par être démasquée. |
| Cheng Nan     | Feiwen (斐雯)      | Palais Yongshou (永寿宫)                                                  | Servante de Huan au Palais Yongshou. Par rancune envers elle, elle témoigne contre elle lorsque la Noble Dame Qi l'accuse d'infidélité. |
| Liu Yin       | Jixiang (吉祥)     | Pavillon Yanqing (延慶殿)                                                 | Servante personnelle de la Consort Duan. |
| Tian Shumei   | Sun Zhuxi (孙竹息) | Palais Shoukang (壽康宮)                                                  | Servante personnelle de l'Impératrice Douairière. |
| Yang Jingfang | Fang Ruo (芳若)    | NC                                                                        | Professeur d'étiquette dépêchée auprès de Huan pour son entrée au palais, elle entretient une relation cordiale avec elle et lui rend quelques services. Après son départ pour le Temple Ganlu, elle est réaffectée au Palais Shoukang. |
| Sun Fei       | Fuzi (福 子)       | Palais Jingren (景仁宫) Palais Yikun (翊坤宫)                             | Une jeune servante dont l'Impératrice fait cadeau à la Consort Hua, mais que celle-ci se met à détester dès le premier instant. Elle est tuée par l'eunuque Zhou Ninghai, qui jette son corps dans un puits. |
| Han Yuting    | Cuiguo (翠果)      | Palais Changchun (长春宫)                                                 | Servante personnelle de la Consort Qi, elle reçoit l'ordre de gifler Huan en représailles pendant sa disgrâce. Plus tard elle est témoin involontaire de l'empoisonnement de Ye Lanyi et noyée dans le bassin à lotus pour éviter de dénoncer sa maîtresse et l'Impératrice. |

Autres
| Interprète     | Personnages           | Résidence          | Introduction |
| -------------- | --------------------- | ------------------ | --- |
| Zhang Xiaolong | Wen Shichu (温实初)   | NC                 | Médecin impérial et ami de famille de Huan, dont il est amoureux depuis l'enfance. Après avoir tenté de lui proposer le mariage pour la dissuader d'entrer au harem impérial, il se voue à sa protection en devenant son médecin personnel et reste pour elle un allié fidèle. |
| Guo Chen       | Liu Ben (劉 畚)       | NC                 | Médecin impérial, il prend part à un complot sur ordre de la Consort Hua pour faire croire à Meizhuang qu'elle est enceinte, et ainsi la faire accuser de mensonges devant l'Empereur. Tentant d'échapper aux assassins que la Consort Hua a lancé à ses trousses pour éviter d'être dénoncée, il est finalement rattrapé et témoigne en faveur de Meizhuang.                           |
| Liu Boting     | Ajin (阿晋)           | NC                 | Domestique de Yunli, le Prince Guo. Souriant et débrouillard, il est amoureux de Huanbi. |
| Du Xiaotao     | Jiang Cheng           | NC                 | Médecin impérial, frère de Jiang Shen, il vole la prescription du Docteur Wen lors de l'épidémie de peste et la rapporte à la Consort Hua pour que celle-ci prétende avoir trouvé un remède à la maladie. Lorsque la supercherie est finalement découverte, il est assassiné avec son frère dans les rues de la Cité Interdite.                                                         |
| Yang Xiaobo    | Jiang Shen            | NC                 | Médecin impérial, frère de Jiang Cheng, il vole la prescription du Docteur Wen lors de l'épidémie de peste et la rapporte à la Consort Hua pour que celle-ci prétende avoir trouvé un remède à la maladie. Lorsque la supercherie est finalement découverte, il est assassiné avec son frère dans les rues de la Cité Interdite.                                                        |
| Li Dan         | Yun Xinluo (雲辛蘿)   | Résidence des Zhen | Mère de Zhen Huan et Zhen Yurao. Elle porte une affection sincère à ses filles et apprécie de la même manière Liuzhu et Huanbi, dont elle ne semble pas être au courant de la véritable naissance. Elle suit son époux en exil à Ningguta. |
| Hai Ban        | Jing'an (靜 岸)       | Temple Ganlu       | Supérieure du Temple Ganlu. |
| Zhao Qianzi    | Jingbai (靜 白)       | Temple Ganlu       | Nonne au Temple Ganlu, elle maltraite Huan à son arrivée au temple en lui faisant effectuer les corvées les plus difficiles puis, lorsqu'elle tombe malade, en la faisant exiler au plus fort de l'hiver. Plus tard, elle accuse faussement Huan d'une liaison adultérine avec le Docteur Wen sur ordre de la Dame Royale Qi. Pour cela, elle est condamnée à avoir la langue arrachée. |
| Wang Lihan     | Moyan (莫 言)         | Temple Ganlu       | Nonne au Temple Ganlu, elle est la seule nonne à prendre la défense de Huan et à tenter de la sauver de la mort lorsque Jingbai la fait exiler. Plus tard, elle témoigne en sa faveur lorsqu'elle est accusée de relation adultérine en dénonçant le comportement de Jingbai. |
| Li Qun         | Bin'er (玢儿)         | NC                 | Servante de la famille de Zhen Huan, elle l'accuse de relation adultérine avec le Docteur Wen avant de rétracter, disant y avoir été contrainte par son mari violent. Huan lui pardonne et lui rend justice. |
| Wang Xiaoxia   | Sun Miaoqing (孙妙青) | NC                 | Une candidate à la sélection de concubines. Parce qu'elle pousse un cri de frayeur en présence de l'Empereur et de l'Impératrice Douairière, elle est jugée indigne de se présenter de nouveau et jetée en dehors de la Cité Interdite. |

## Bande originale
Empresses in the Palace - Original Television Soundtrack (后宫·甄嬛传电视剧原声音乐大碟)
| No | Titre                                                        | Paroles   | Durée |
| -- | ------------------------------------------------------------ | --------- | ----- |
| 1. | Mishap of a Pretty Face (红颜劫)                             | Yao Beina |       |
| 2. | Bodhisattva (菩萨蛮) (Male version sung by Liu Huan[Quoi ?]) | Yao Beina |       |
| 3. | Flying Phoenix (凤凰于飞)                                    | Liu Huan  |       |
| 4. | Picking Lotus (采莲)                                         | Yao Beina |       |
| 5. | Golden Silk Blouse (金缕衣)                                  | Yao Beina |       |
| 6. | Jing Hong Dance (惊鸿舞)                                     | Yao Beina |       |

## Distinctions
| Prix/Festival                               | Catégorie                                      | Nomination     | Résultat   |
| ------------------------------------------- | ---------------------------------------------- | -------------- | ---------- |
| China TV Golden Eagle Award                 | Meilleure série télévisée                      |                | Lauréat    |
| International Emmy Award                    | Meilleure actrice                              | Sun Li         | Nomination |
| Shanghai Television Festival                | Meilleur réalisateur                           | Zheng Xiaolong | Lauréat    |
| Shanghai Television Festival                | Meilleure actrice                              | Sun Li         | Nomination |
| China TV Drama Awards                       | Meilleure série télévisée                      |                | Lauréat    |
| China TV Drama Awards                       | Meilleur réalisateur                           | Zheng Xiaolong | Lauréat    |
| China TV Drama Awards                       | Meilleure actrice                              | Sun Li         | Lauréat    |
| China TV Drama Awards                       | Meilleure actrice dans un second rôle          | Jiang Xin      | Lauréat    |
| China TV Drama Awards                       | Meilleur Espoir masculin                       | Li Dongxue     | Lauréat    |
| China TV Drama Awards                       | Actrice la plus populaire (Hong Kong / Taiwan) | Ada Choi       | Lauréat    |
| Macau International Television Festival     | Meilleure série dramatique                     |                | Lauréat    |
| Macau International Television Festival     | Meilleur réalisateur                           | Zheng Xiaolong | Lauréat    |
| Macau International Television Festival     | Meilleure actrice                              | Sun Li         | Lauréat    |
| Huading Awards                              | Meilleur Acteur de télévision                  | Chen Jianbin   | Lauréat    |
| Chunyan Awards                              | Meilleur réalisateur                           | Zheng Xiaolong | Lauréat    |
| China Hengdian Film and Television Festival | Meilleure Série Télévisée                      |                | Lauréat    |
| China Hengdian Film and Television Festival | Meilleur Réalisateur                           | Zheng Xiaolong | Lauréat    |